# Lied
El lied (cançó, en alemany; pl. lieder) és un tipus de composició breu en alemany per a veu i piano. Va sorgir en el Classicisme, va florir durant el Romanticisme i va projectar-se durant el segle xx.
Haydn, Mozart i Beethoven van compondre els primers lieder, si bé van ser Weber, Schubert, Mendelssohn, Schumann i Liszt els que van dur el gènere a les cotes més elevades de genialitat. També van compondre bells lieder Bruckner, Brahms, Wolf, Mahler, Richard Strauss i Reger.
El gènere és conegut a França amb el nom de mélodie. Hi van destacar Fauré, Debussy i Poulenc. La versió catalana n'és la cançó o cançó de concert, amb autors com Vives, Granados, Montsalvatge, Toldrà i Mompou, moltes cançons dels quals va estrenar la soprano catalana Conxita Badia. A Espanya, els seus principals representants són Falla i Turina. Els anglesos Benjamin Britten i Ralph Vaughan Williams també van compondre algunes cançons. Max Ansorge n'és un altre compositor destacat.
El terme s'utilitza per a qualsevol mena de cançó en alemany i neerlandès contemporanis, però entre els angloparlants i francesos, lied sovint s'utilitza indistintament amb cançó artística per englobar obres que la tradició ha inspirat també en altres llengües. Els poemes que s'han convertit en lieder sovint se centren en temes pastorals o temes d'amor romàntic.
Els primers Lieder daten de finals del segle XIV o principis del XV, i fins i tot poden fer referència al Minnesang des dels segles XII i XIII. Més tard va arribar a referir-se especialment a escenaris de la poesia romàntica durant finals dels segles XVIII i XIX, i principis del segle XX. Alguns exemples són arranjaments de Joseph Haydn, Wolfgang Amadeus Mozart, Ludwig van Beethoven, Franz Schubert, Robert Schumann, Johannes Brahms, Hugo Wolf, Gustav Mahler o Richard Strauss.

## Història

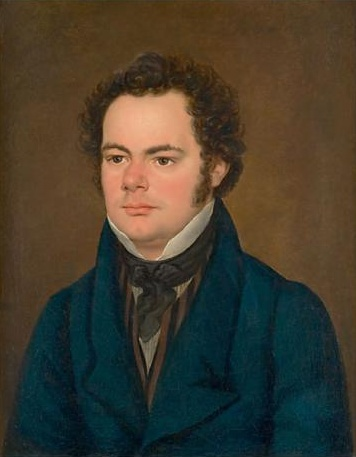
Franz Schubert (1827)

### Terminologia
Per als parlants d'alemany, el terme Lied té una llarga història que va des de les cançons trobadoresques del segle XII (Minnesang) a través de cançons populars (Volkslieder) i himnes d'església (Kirchenlieder) a les cançons obreres del segle XX (Arbeiterlieder) o cançons de protesta (Kabarettlieder, Protestlieder). Els compositors alemanys i austríacs havien escrit peces per a veu i piano abans, però va ser l'esplendor de la literatura alemanya durant el Classicisme i el Romanticisme que va inspirar els compositors a posar música a la poesia i van fer créixer, així, el gènere conegut com a lied.
La paraula alemanya Lied per a cançó (cognada amb el dialectal anglès leed) va entrar en ús general en alemany a principis del segle xv, desplaçant en gran manera la paraula anterior gesang.

### Baixa Edat Mitjana o Primer Renaixement

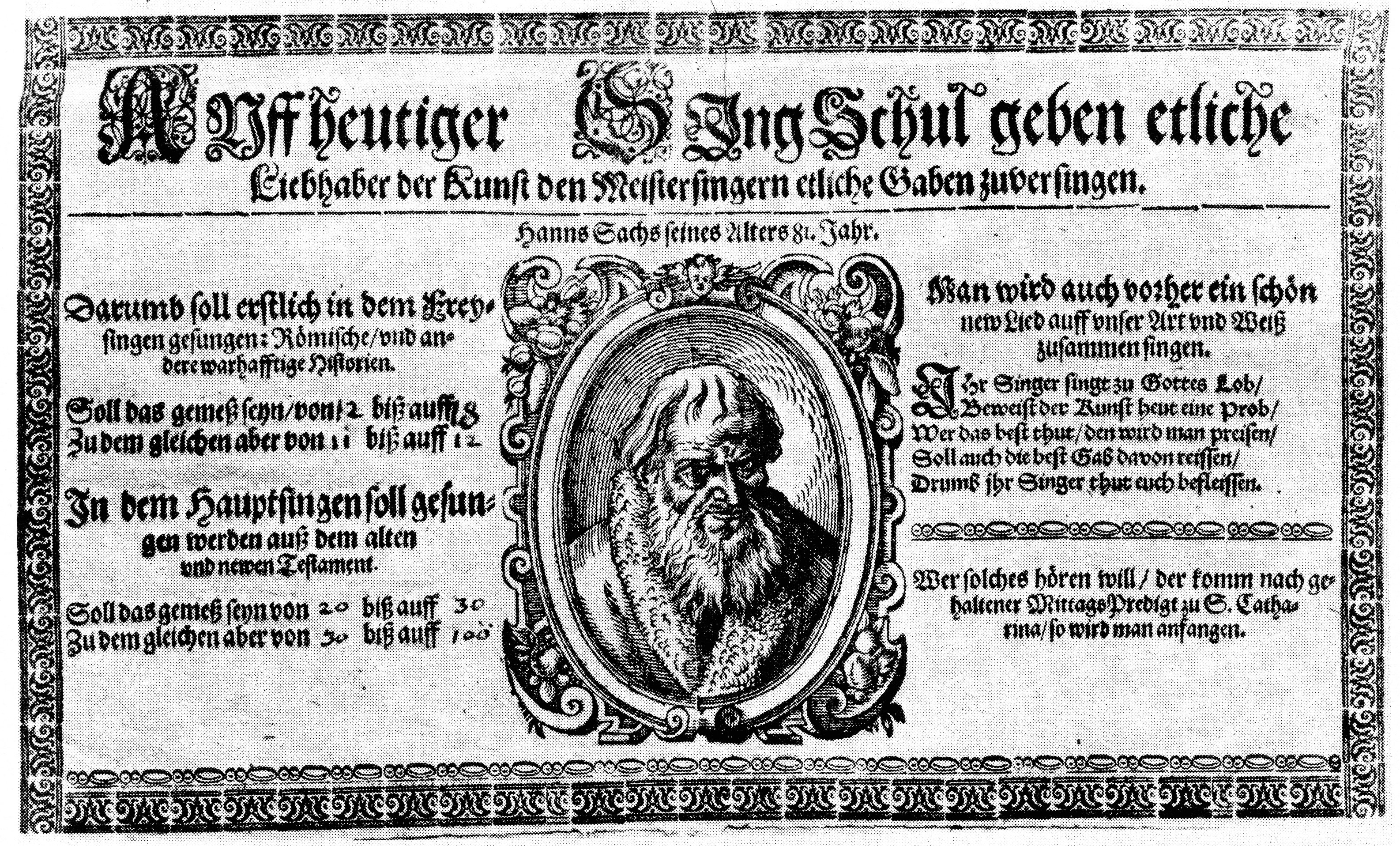
Invitació a una reunió dels Meistersinger amb la signatura: Vos

La tradició del Minnesang cavalleresc de l’Edat Mitjana és la base de la cançó artística. Els requisits per a l'aparició dels minicants van ser la visió cristiana del món que dominava a l'edat mitjana i, per tant, la capacitat de traslladar lingüísticament les experiències naturals a una esfera espiritual i fantàstica, així com el concepte de la personalitat individual, que en aquella època només podien viure i representar els membres de la classe noble. Trobadors (Provença), els trouvères (nord de França) i els joglars (Alemanya), així com |gaita]] o la xirimia; els continguts de les cançons heroiques i de lloança també s'acompanyaven amb l’arpa.
De vegades es considera que el poeta i compositor Oswald von Wolkenstein és el creador del lied per les seves innovacions en la combinació de paraules i música. El compositor de finals del segle XIV conegut com el Monjo de Salzburg va escriure sis lieder a dues parts que són encara més antics, però les cançons d'Oswald (aproximadament la meitat de les quals prenen música d'|XV}} surten tres grans col·leccions de cançons compilades a Alemanya: la Lochamer Liederbuch, la Schedelsches Liederbuch i la Glogauer Liederbuch.
A més de la poesia interpretada oralment, també s'escrivien textos i algunes melodies. Avui dia, les proves més importants del desenvolupament de la cançó segueixen sent els manuscrits de cançons, com el Còdex Manesse, el Jenaer Liederhandschrift i el Kolmarer Liederhandschrift dels segles segle xiv i segle xv.
Com a poetes-cantants famosos de la seva època cal esmentar Bernat de Ventadorn, Ricard Cor de Lleó i Blondel de Nesle, Wolfram von Eschenbach, el 1207. L'últim joglar és Oswald von Wolkenstein, abans que la vida musical passés del món aristocràtic a les classes mitjanes al segle xiii.
A les ciutats d'aquest període, els burgesos es van unir per formar confederacions comunals poderoses com la Lliga Hanseàtica o van desenvolupar un estricte govern familiar com els Fuggers i van desenvolupar el seu propi art i noves formes d'expressió. No obstant això, la idea del cant solista va ser conservada per la nova cultura burgesa, i després del Minnesang es va desenvolupar la forma burgesa del Meistersang.
El cant magistral, després que els primers cantants eren viatgers itinerants, es va organitzar en escoles de cant permanents, que es van establir per primera vegada a Magúncia (segle xiv), Augsburg (1449) i Nuremberg (1450). Es va acompanyar i codificar amb un nombre cada vegada més gran de regles artístiques, cosa que va dificultar cada vegada més el desenvolupament artístic. Entre els Meistersingers més famosos es troba Hans Sachs, de qui es diu que va compondre més de 4000 Meisterlieder, incloent-hi el Silberweise, que se situa entre el Minnesang i el cant coral luterà.
Des del segle xii, la polifonia es va desenvolupar com una forma que diverses veus interpretessin simultàniament diferents melodies. Léonin i Pérotin van crear composicions a dues i tres veus a Notre-Dame de París, que van servir de model per a l’Ars antiqua i l’Ars nova als segles segle xiii i segle xiv. Així, la cançó també es va convertir en polifònica i, per tant, va canviar en la seva essència. La veu cantant va entrar en relació amb un entorn musical per encaixar en una harmonia superior: va sorgir el moviment coral. La cançó en solitari sol quedar en segon pla, però no desapareix del tot.
Guillaume de Machaut, Guillaume Dufay i Josquin Des Prés també pertanyen a aquest període en què la cançó desenvolupa la seva polifonia, igual que John Dunstable i Jacques Arcadelt són difícils de separar en cànons, melodies acompanyades instrumentalment i moviments polifònics.

### Renaixement
L'erudit Konrad Celtis (1459–1508), l'arxihumanista del Renaixement alemany, va ensenyar als seus estudiants a compondre poemes llatins utilitzant els patrons mètrics seguint el model de les odes horacianes. Aquests poemes van ser posteriorment combinats amb música senzilla a quatre parts, incorporant els patrons accentuals canviants del vers mesuré francès. Entre els compositors d'aquest estil hi havia Heinrich Finck, Paul Hofhaimer i Ludwig Senfl. L'estil també es va impregnar dels nous drames humanistes alemanys, contribuint així al desenvolupament de la himnòdia protestant. L'estil està present a les primeres col·leccions de polifonia secular alemanya, com ara Mehrstimmiges Deutsches Liederbuch de Johann Ott (1534) i Frische teutsche Liedlein de Georg Forster (al voltant de 1540 en endavant). Segons Chester Lee Alwes, la popular cançó Innsbruck d’Heinrich Isaac, ich muss dich lassen es va convertir en l'estàndard d'or del gènere Lied.
L'oposició de l'Alemanya luterana a les pràctiques de l'Església Catòlica va resultar en una nova litúrgia, les formes de la qual havien de ser fàcils d'entendre pel creient comú. Els poemes feien servir l’alemany en comptes del llatí i la música eclesiàstica de les noves formes litúrgiques es basava en els principis de la cançó popular.
El cant polifònic de la Contrareforma (Palestrina) va ser reemplaçat pel Kirchenlied o cançó eclesiàstica, una cançó estròfica amb rimes en alemany, i amb música semblant a la de l'època. Els poetes més influents van ser Martí Luter, Paul Gerhardt i Joachim Neander. La tècnica de composició va ser consolidada per Heinrich Albert, Johann Sebastian Bach, Christian Gottfried Krause i Carl Philipp Emanuel Bach. La col·lecció Schimellis Gesangbuch o Cançoner de Schimelli amb contribucions de Johann Sebastian Bach és popular al límit entre col·lecció i creació pròpia.

### Classicisme
Al final del Barroc els compositors renuncien a l'ús del baix continu. Amb això, el camí és lliure per al piano només com a instrument d'acompanyament. La música s'havia d'adaptar a la forma del poema com a acompanyament. Un exemple és la versió de Zelter del poema És war ein König in Thule del Faust de Goethe. Per utilitzar millor el potencial del piano, es desenvolupa el lied amb acompanyament compost individualment per a cada estrofa. Els primers exemples són de Haydn, Mozart i Beethoven:
- Joseph Haydn va compondre lieder amb instrumentació de càmera. El grup més popular són els Schottische Lieder (Cançons escoceses) instrumentades per a veu o veus, piano, violí i violoncel;
- De Wolfgang Amadeus Mozart destaquen exemples com Das Veilchen, Abendempfindung an Laura i Dans un bois solitari; Cal destacar que Mozart introdueix les característiques del lied també a les àries de les seves òperes tardanes, sobretot La clemenza di Tito i La flauta màgica, on l'exemple més popular són les àries de Papageno;
- Ludwig van Beethoven és el creador del cicle de lieder An die ferne Geliebte de 1816. És una forma composta per una sèrie de cançons establertes en un ordre fix, que es relacionen musicalment entre si i que segueixen un fil conductor narratiu. Aquesta obra se centra en la descripció dels sentiments d'un amant separat de la seva estimada i va tenir una enorme influència directa sobre el lied romàntic. Amb aquesta estructura concebuda com a agrupació de cançons, la forma breu del lied es va convertir en un mitjà per presentar idees més complexes i formes més àmplies. Beethoven també va compondre una sèrie de Schottische Lieder o cançons escoceses.

El tipus de lied narratiu, denominat balada es va basar en el model de Johann Friedrich Reichardt. Els exemples més cèlebres són les balades Der Zwerg i Erlkönig de Franz Schubert i les obres de Carl Loewe (Erlkönig, Die Uhr, Graf Oluf, etc.).
A Catalunya i amb lletres escrites en català, segueixen la tradició Morera, Pahissa, Mompou, Toldrà i d'altres.
El cos musical i poètic creat per la tradició del lied, com la del madrigal italià tres segles abans, resulta en una de les produccions més belles de la sensibilitat humana.

### Romanticisme
La gran era de la cançó alemanya va arribar al segle xix. Amb el floriment de la literatura alemanya, els compositors de parla alemanya van trobar més inspiració en la poesia.

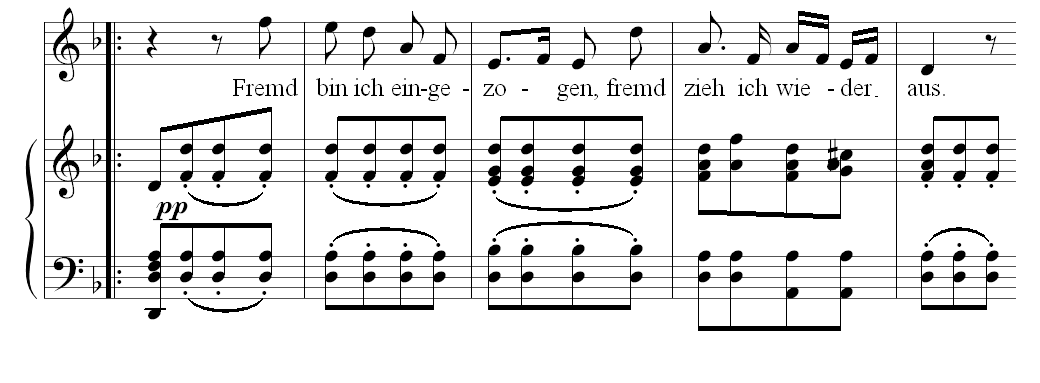
Primera pàgina de Viatge d'hivern, de Franz Schubert.

Amb Franz Schubert, el lied va ser alliberat de totes les convencions d’ària d’òpera i reduït al nucli de la forma - el poema, la melodia i la il·lustració a través del piano. Schubert escollia textos de Johann Wolfgang von Goethe, Friedrich Schiller i també amics dels seus cercles a Viena. En aquests cicles, Schubert va agrupar poemes en un ordre que segueix trames imaginàries. En tots dos casos, es descriu el patiment i la mort d'individus expulsats de la societat per un conflicte entre amor i ordre social. No obstant, Schubert no va descriure els actes mateixos de la trama, sinó els sentiments del protagonista en haver experimentat certs actes com a desterrament, rebuig amorós, solitud, bogeria i mort. Encara que Schubert tendia a tematitzar els costats tristos i foscos de la vida, moltes de les seves peces són considerades cançons populars avui dia, com és el cas d'Am Brunnen vor dem Tore i Das Heideröslein. Schubert va trobar un nou equilibri entre les paraules i la música, una nova expressió del sentit de les paraules en i a través de la música. Va escriure més de 600 cançons, algunes d'elles en seqüències o cicles de cançons que transmeten un viatge de l'ànima, no del cos.
Cicles de cançons (alemany: Liederzyklus o Liederkreis) són sèries de Lieder (generalment tres o més) lligats per una única narració o tema, com ara Die schöne Müllerin i Winterreise de Schubert, o Frauen-Liebe und Leben and Dichterliebe de Robert Schumann. Schubert i Schumann estan més estretament associats amb aquest gènere, desenvolupat principalment a l'època romàntica.
A diferència de Schubert, la majoria dels cicles de Schumann ja no obeeix a una lògica de trama linear, sinó els poemes són ordenats intuïtivament per crear una trama intuïtiva.
La tradició va ser continuada per Robert Schumann, Johannes Brahms i Hugo Wolf durant la segona meitat del segle xix. La col·lecció de cançons populars va ser la font principal d'inspiració per als lieder de Johannes Brahms. La seva col·lecció Deutsche Volkslieder és el bessó musical de la col·lecció de contes dels germans Grimm. En aquesta obra, el límit entre la col·lecció i la creació pròpia és difícil d'identificar. Les seves pròpies cançons també van ser fortament inspirats per textos i melodies populars, en les quals Brahms sentia un accés directe a un món de sentiments bàsics i honestos. El cicle Die schöne Magelone revela també influències de l'historisme, la interpretació del passat alemany en el sentit de la utopia d'una societat guiada per virtuts del cavaller medieval.
Hugo Wolf introdueix al món del lied l’harmonia i la declamació dramàtica de les òperes de Richard Wagner, especialment en els seus lieder sobre textos de Goethe, Joseph von Eichendorff, Michelangelo, Eduard Mörike, Spanisches Liederbuch (Cançons espanyoles) i Italienisches Liederbuch (Cançons italianes).
Richard Strauss ampliava l'acompanyament amb versions orquestrades per adaptar-les a l'ús a la sala de concert. El cicle Quatre últimes cançons de 1948 exposa les possibilitats d'aquesta forma de manera exemplar, fent ús també d'una ordre de cicle.
En l'obra de Gustav Mahler existeix una dependència mútua entre els gèneres de la Simfonia i el lied: alguns lieder es conceben com a moviments de les seves simfonies (com el quart moviment de la Segona simfonia, titulat Urlicht) o proporcionen el material temàtic d'un moviment més ampli (com succeeix al scherzo de la Tercera). En un estil que abasta des de la recreació musical de poemes populars alemanys (Des Knaben Wunderhorn) fins a l'expressió lírica d'emocions més íntimes (Rückert-Lieder, Kindertotenlieder). Das Lied von der Erde (La cançó de la terra) de 1909, una de les seves obres més importants, es presenta com una forma mixta entre el cicle de cançons i la simfonia.

### Segle XX

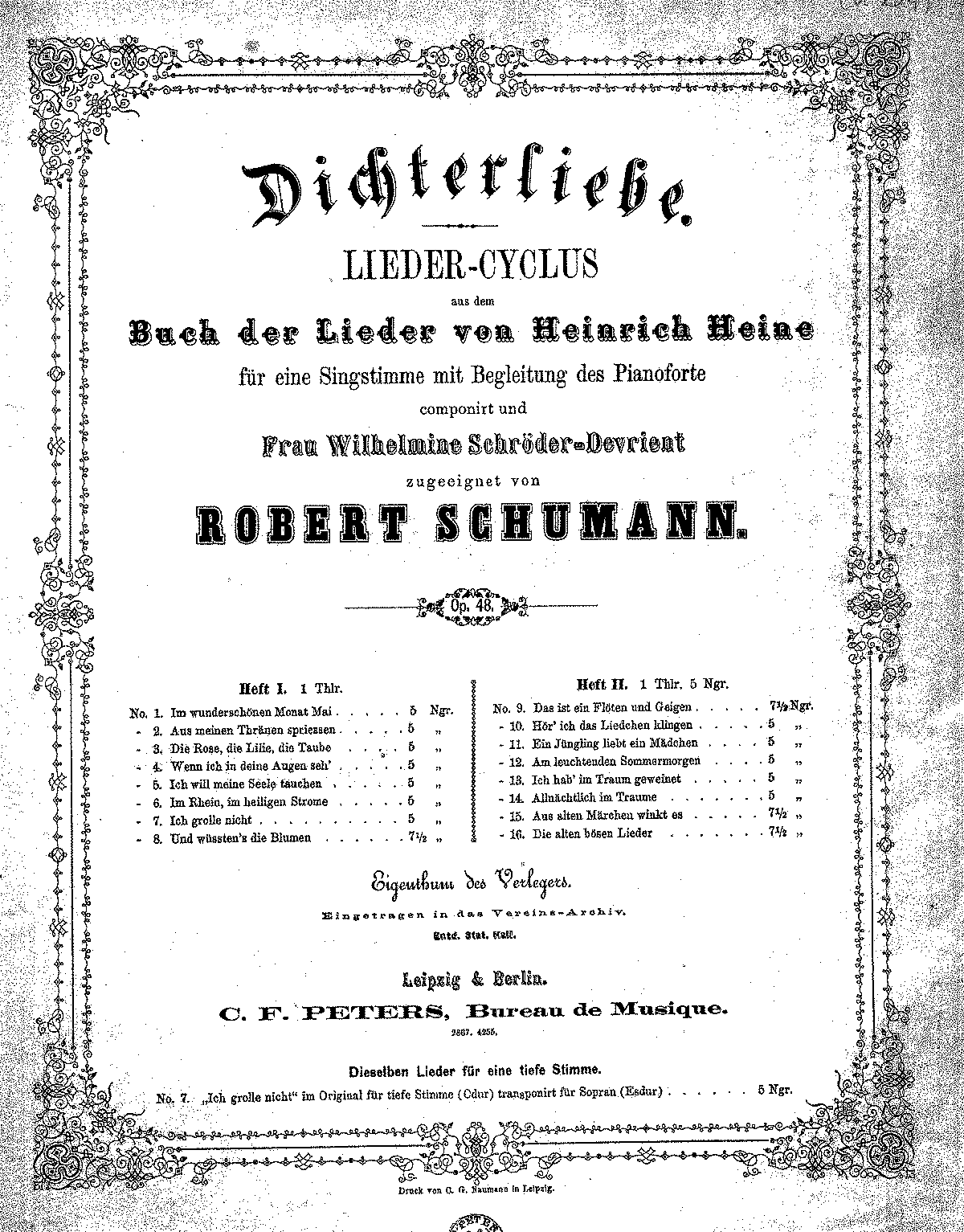
Cartell del cicle de Lieder Dichterliebe de Robert Schumann (1840)

Gustav Mahler, Hans Pfitzner, Max Reger, Richard Strauss i Alexander Zemlinsky van portar la tradició del Lied al segle XX. Arnold Schoenberg, Alban Berg, Anton Webern i Ernst Krenek van escriure Lieder tonal, àton i de dotze tons.. Una mica més tard, Paul Dessau i Hanns Eisler van escriure Lieder de caràcter, a vegades, obertament polític.
La segona escola vienesa (Arnold Schönberg, Alban Berg, Anton von Webern) va experimentar els límits de la més possible brevetat de la forma i va aplicar el llenguatge dodecafònic. L'elecció de textos va ser fortament influenciat pel simbolisme vienès. A les cançons primerenques de Schönberg es pot estudiar el gir estilístic de la composició tonal a la composició dodecafònica. A les composicions de la segona escola vienesa, els compositors prescindien de la cantabilitat per explorar nous mons estètics.
Hanns Eisler va reprendre la tècnica dodecafònica del seu mestre Schönberg i la va malbaratar amb influències del jazz i del cant de protesta a un llenguatge molt individual. Amb el poeta Bertolt Brecht hi col·laborava un autor congenial. Altres poemes composts per Eisler van ser de Friedrich Hölderlin, Goethe, Anakreon, Blaise Pascal, Johannes Robert Becher i textos propis. Les seves cançons de protesta van ser considerades eines de la lluita política. 

## Altres tradicions nacionals
Les melodies d’Héctor Berlioz, Gabriel Fauré, Claude Debussy i Francis Poulenc són paral·lelismes francesos del Lied alemany. Les cançons russes de Modest Mússorgski i Serguei Rakhmàninov també són anàlogues. Els exemples anglesos del segle xx, com els representats per Ralph Vaughan Williams, Benjamin Britten, Ivor Gurney i Gerald Finzi, sovint tenien un estil folklòric.